# 메솔롱기
메솔롱기(그리스어: Μεσολόγγι)는 그리스 서부에 위치한 도시로, 서그리스 주에 속하는 현인 에톨로아카르나니아 현의 현청 소재지이며 면적은 280.2km2, 높이는 0 ~ 9m, 인구는 17,988명(2001년 기준), 인구 밀도는 64명/km2이다. 파트라 만과 접하고 있고 어류와 포도주, 담배 무역이 주를 이룬다.
그리스 독립 전쟁 당시 많은 그리스인들이 오스만 제국에 대한 저항 운동을 벌였던 곳이다. 1824년에 그리스 독립 전쟁에 참전한 영국의 시인 조지 고든 바이런이 이 곳에서 사망한 것으로 유명하다. 오늘날 메솔롱기에는 조지 고든 바이런의 동상과 기념비가 세워져 있다.